# Corethraceae
Famille
Les Corethraceae sont une famille d'algues de l'embranchement des Bacillariophyta (Diatomées), de la classe des Coscinodiscophyceae et de l’ordre des Corethrales.

## Étymologie
Le nom de la famille vient du genre type Corethron, dérivé du grec corethr-, « balais ; brosse », en référence à la morphologie de la diatomée laquelle est couverte d'épines.

## Description
Le genre type Corethron se présente sous la forme de cellules solitaires (rarement en filaments courts), généralement observables qu'en « vue de ceinture ». Ces cellules de forme cylindrique ont des valves en forme de dôme et de nombreux plastes discoïdes.
L'hétérovalvie (différence entre les valves) est complexe et explique la variété déconcertante des « phases » illustrées par Hendey en 1937. Une des valves est bombée avec un bord large, retroussé et festonné.
À l'intérieur de ce bord se trouvent des « douilles » profondes avec des projections en forme de cheville de chaque côté. Dans ces douilles sont insérées les bases de longues épines effilées et dentées qui ont une section en forme de « T », dont le haut est adjacent au bord de la valve. Des filaments ressemblant à des cheveux se trouvent souvent sur cette valve.
Dans la cellule intacte, les épines de la valve pointent loin de la ceinture. L'autre valve a un anneau d'épines de deux types :
des épines similaires à celles de la première valve décrite, alternant avec des épines plus courtes hérissées de pointes en forme de griffes ; il existe des versions « droites » et « gauches » de ces épines. Près de leur base, on observe une expansion formant une lame en forme de rame avant que la « colonne vertébrale » n'entre dans la douille.
Les épines courtes pointent vers le haut et à l'opposé du bord de la valve, mais la longue épine est insérée avec la tige du « T » vers le bord qui est tourné vers le bas dans cette valve.
Par conséquent, les grandes épines des deux valves d'une cellule pointent dans la même direction.
Lorsque les épines sont libérées de la contrainte du cingulum, lors de la division cellulaire, elles pivotent dans leurs orbites pour adopter un angle aigu avec la valve.
Corethron est donc une diatomée unique avec des composants valvulaires mobiles.
La valve et les ceintures en forme d'écailles sont finement aréolées.

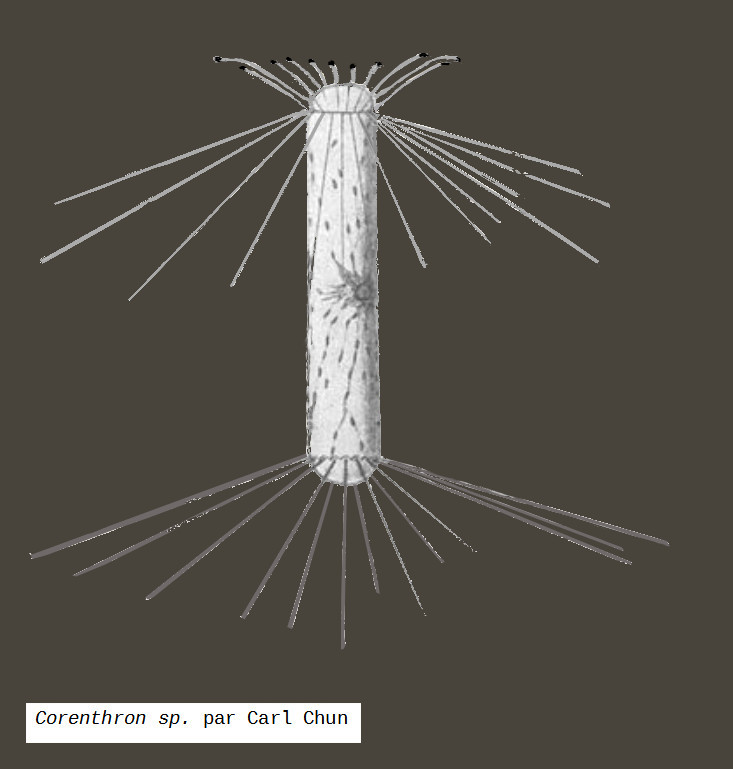
Corenthron d'après Carl Chun, 1911

## Distribution
Corethron est un genre planctonique marin cosmopolite présent en grand nombre, en particulier autour de l'Antarctique.

## Liste des genres
Selon AlgaeBase (23 juin 2022) :
- Corethron Castracane, 1886

## Systématique
Le nom correct complet (avec auteur) de ce taxon est Corethraceae Lebour, 1930.